# Каракезен (перевал)
Каракезен (также Большой Каракезен) — перевал на хребте Тарбагатай. Высота около 2200 метров (в КНЭ 2607 метров). На северном склоне протекает река Карабута. Через перевал проходит дорога к горе Акшокы[какой?] и граница Казахстана с Китаем.